# Saint-André-de-Boëge
Pour les articles homonymes, voir Saint-André.
Saint-André-de-Boëge est une commune française située dans le département de la Haute-Savoie, en région Auvergne-Rhône-Alpes.

## Géographie
Saint-André-de-Boëge se situe dans la vallée Verte. La commune est traversée par la Menoge.

## Urbanisme

### Typologie
Au 1er janvier 2024, Saint-André-de-Boëge est catégorisée commune rurale à habitat dispersé, selon la nouvelle grille communale de densité à sept niveaux définie par l'Insee en 2022.
Elle appartient à l'unité urbaine de Genève (SUI)-Annemasse (partie française), une agglomération internationale regroupant 34  communes, dont elle est une commune de la banlieue,,. Par ailleurs la commune fait partie de l'aire d'attraction de Genève - Annemasse (partie française), dont elle est une commune de la couronne,. Cette aire, qui regroupe 158 communes, est catégorisée dans les aires de 700 000 habitants ou plus (hors Paris),.

### Occupation des sols
L'occupation des sols de la commune, telle qu'elle ressort de la base de données européenne d’occupation biophysique des sols Corine Land Cover (CLC), est marquée par l'importance des forêts et milieux semi-naturels (65,2 % en 2018), en diminution par rapport à 1990 (67,3 %). La répartition détaillée en 2018 est la suivante : 
forêts (65,2 %), prairies (27,9 %), zones agricoles hétérogènes (6,8 %), zones urbanisées (0,1 %).
L'IGN met par ailleurs à disposition un outil en ligne permettant de comparer l’évolution dans le temps de l’occupation des sols de la commune (ou de territoires à des échelles différentes). Plusieurs époques sont accessibles sous forme de cartes ou photos aériennes : la carte de Cassini (XVIIIe siècle), la carte d'état-major (1820-1866) et la période actuelle (1950 à aujourd'hui).

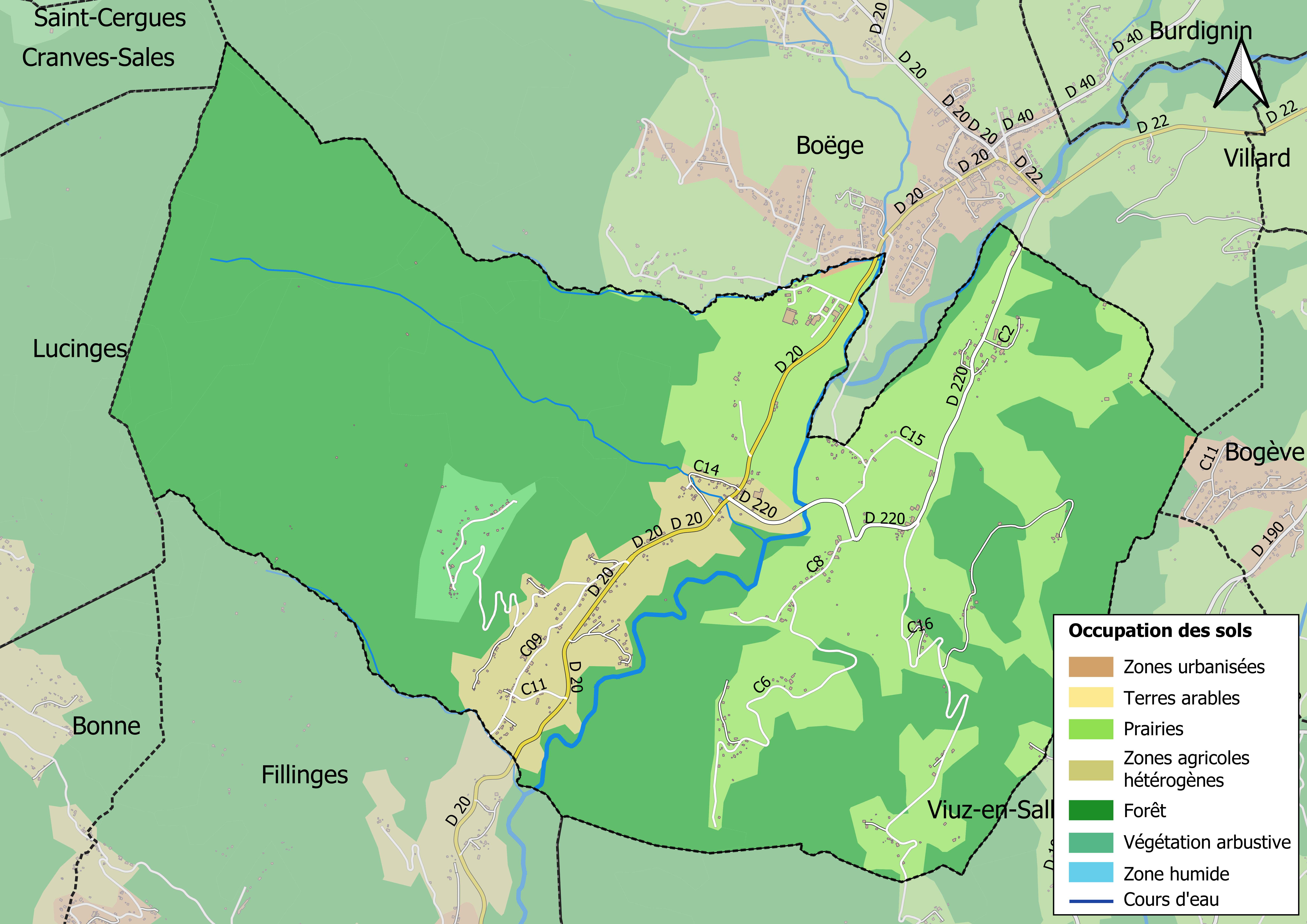
Carte des infrastructures et de l'occupation des sols en 2018 (CLC) de la commune.
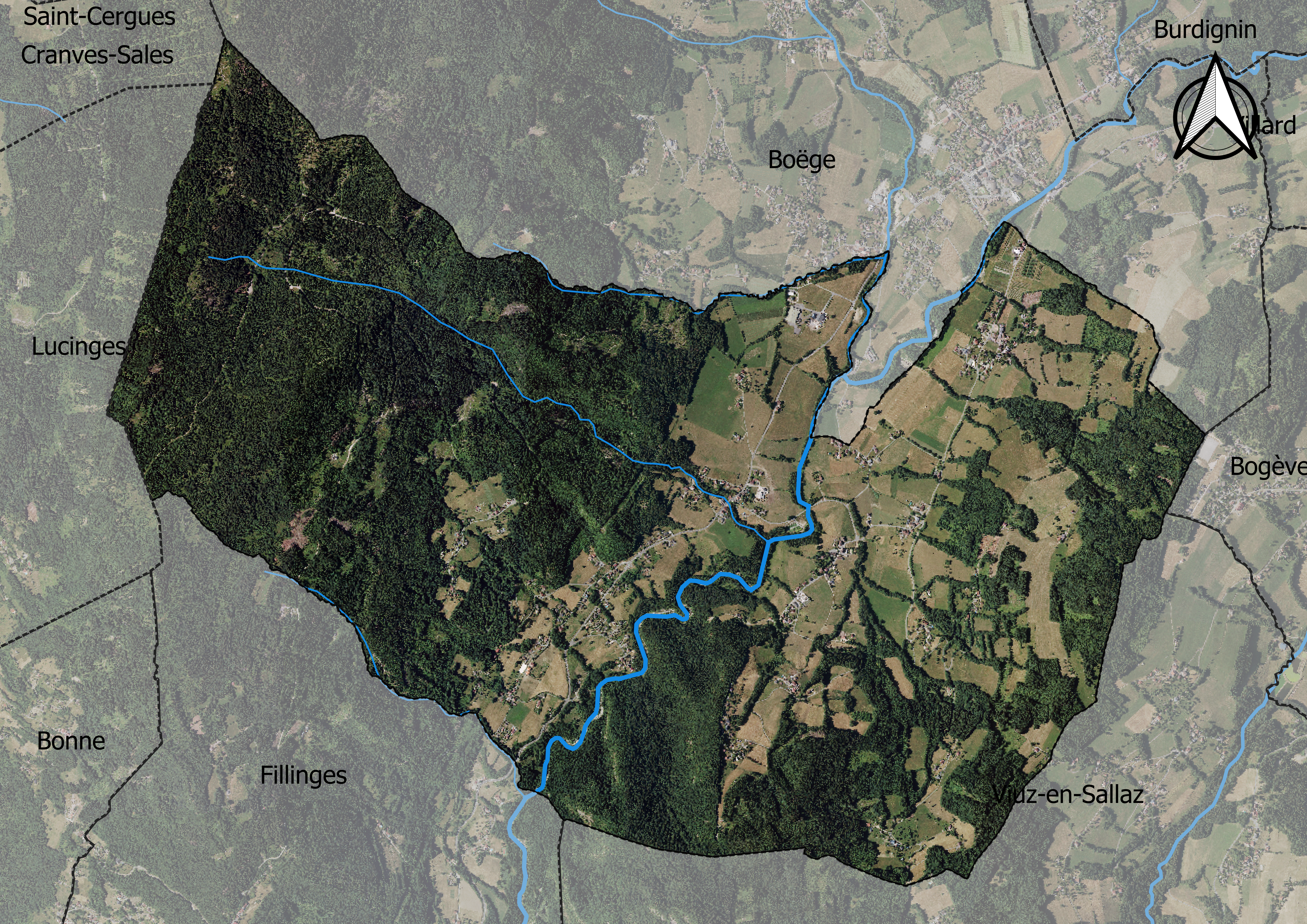
Carte orthophotogrammétrique de la commune.

## Toponymie
En francoprovençal, le nom de la commune s'écrit Sant-Andri (graphie de Conflans) ou Sant-André (ORB).
Les habitants sont appelés les Santadrions.

## Histoire
Saint André fit partie avec les paroisses de Bogève ,Viuz et Ville en Sallaz du mandement genevois de Thiez.
Ce mandement fut occupé par François Ier en 1536 et passa à la Savoie en 1539.

## Politique et administration

### Situation administrative
La commune de Saint-André-de-Boëge appartient au canton de Sciez, qui compte selon le redécoupage cantonal de 2014 25 communes. Avant ce redécoupage, elle appartenait au canton de Boëge, depuis 1860.
Depuis janvier 2010, elle forme avec sept autres communes — Boëge, Bogève, Burdignin, Habère-Lullin, Habère-Poche, Saxel et Villard — la communauté de communes de la Vallée Verte, qui fait suite au SIVOM de la Vallée Verte créé en 1966.
Saint-André-de-Boëge relève de l'arrondissement de Thonon-les-Bains, depuis 1939 et de la troisième circonscription de la Haute-Savoie, dont le député est Martial Saddier (LR) depuis les élections de 2017.

### Liste des maires
| Période                                  | Période                    | Identité             | Étiquette | Qualité |
| ---------------------------------------- | -------------------------- | -------------------- | --------- | ------- |
| mars 2001                                | mars 2014                  | Edmond Genoud        | ...       | ...     |
| mars 2014                                | En cours (au 30 août 2016) | Jean-François Bosson | ...       | ...     |
| Les données manquantes sont à compléter. |                            |                      |           |         |

## Démographie
L'évolution du nombre d'habitants est connue à travers les recensements de la population effectués dans la commune depuis 1793. Pour les communes de moins de 10 000 habitants, une enquête de recensement portant sur toute la population est réalisée tous les cinq ans, les populations de référence des années intermédiaires étant quant à elles estimées par interpolation ou extrapolation. Pour la commune, le premier recensement exhaustif entrant dans le cadre du nouveau dispositif a été réalisé en 2005.

En 2022, la commune comptait 594 habitants, en évolution de +8,79 % par rapport à 2016 (Haute-Savoie : +6,01 %, France hors Mayotte : +2,11 %).
| 1793 | 1800 | 1806 | 1822 | 1838 | 1848 | 1858 | 1861 | 1866 |
| ---- | ---- | ---- | ---- | ---- | ---- | ---- | ---- | ---- |
| 243  | 247  | 252  | 364  | 406  | 387  | 327  | 357  | 351  |

| 1872 | 1876 | 1881 | 1886 | 1891 | 1896 | 1901 | 1906 | 1911 |
| ---- | ---- | ---- | ---- | ---- | ---- | ---- | ---- | ---- |
| 678  | 727  | 724  | 683  | 696  | 657  | 623  | 619  | 553  |

| 1921 | 1926 | 1931 | 1936 | 1946 | 1954 | 1962 | 1968 | 1975 |
| ---- | ---- | ---- | ---- | ---- | ---- | ---- | ---- | ---- |
| 490  | 495  | 463  | 450  | 382  | 386  | 334  | 295  | 297  |

| 1982 | 1990 | 1999 | 2005 | 2006 | 2010 | 2015 | 2020 | 2022 |
| ---- | ---- | ---- | ---- | ---- | ---- | ---- | ---- | ---- |
| 329  | 469  | 516  | 563  | 557  | 604  | 549  | 592  | 594  |

## Culture et patrimoine

### Lieux et monuments
- Chapelle Notre-Dame-du-Sacré-Cœur.
- Meulières de Saint-André-de-Boëge  Inscrit MH (2009).
- Église Saint-André, dans un style néoclassique sarde[19].

### Héraldique
| Armes de Saint-André-de-Boëge | Les armes de Saint-André-de-Boëge se blasonnent ainsi : Parti, au premier d'or au sautoir de sable ; au second de gueules a une clé contournée d'or. |